# Молодой Платон
Плато́н Ви́кторович Степа́шин (род. 24 ноября 2004, Москва, более известный под псевдонимом Молодо́й Плато́н) — российский рэп-исполнитель.

## Биография
Платон Викторович Степашин родился 24 ноября 2004 года в Москве. В детстве занимался футболом. С ранних лет интересовался поп-музыкой, занимался вокалом и планировал пойти на передачу «Голос. Дети», однако до этого дело не дошло.
В 2018 году, после появления объединения «РНБ Клуб» и взлёта популярности Big Baby Tape, понял, что хочет делать что-то подобное. Свою музыкальную деятельность начал в октябре 2019 года в возрасте 14 лет, выпустив свой дебютный сингл, затем, в ноябре — дебютный полноформатный альбом. Своим вдохновителем называет исполнителя Matt Ox, который тоже начал заниматься музыкой в достаточно юном возрасте.

### Личная жизнь
В феврале 2024 года поклонники заговорили о романе Ани Акулич и Молодого Платона. Стримерша с рэпером вместе снялись в клипе, где поцеловались, а затем провели совместный стрим, на котором подтвердили, что теперь являются парой. Однако в июле того же года пара рассталась.

## Дискография

### Альбомы
| Название              | Детали                                                                                  | Список треков | Высшая позиция в чарте |
| Название              | Детали                                                                                  | Список треков | Россия Apple Music     |
| --------------------- | --------------------------------------------------------------------------------------- | --- | ---------------------- |
| Долгоиграющие альбомы |                                                                                         | |                        |
| «Цум»                 | - Релиз: 22 ноября 2019 - Лейбл: StartUp Music - Формат: цифровая дистрибуция, стриминг | Список 1. «Цум» 2. «Puma» 3. «Ralph Lauren» 4. «Palm Angels» (совм. с 13Kai) 5. «Calvin Klein» 6. «Vlone» (совм. с 163onmyneck) 7. «Fear of God» | —                      |
| Son of Trap           | - Релиз: 1 июля 2021 - Лейбл: Universal - Формат: цифровая дистрибуция, стриминг        | Список 1. «Diagnoz» 2. «Big Lil» 3. «Kater» (совм. с Big Baby Tape) 4. «Kitchen» 5. «Trapaholic» 6. «Freaky» (совм. с Alizade) 7. «Mexico» 8. «Fall in Lova» (совм. с The Limba) 9. «World» 10. «Gromche» (совм. с Goody) 11. «Igrok» 12. «Holod» (совм. с Blago White) 13. «Project Baby» 14. «Gold Teeth» 15. «Malyutki» (совм. с DopeVvs) 16. «Krasota» 17. «Rich Russian Kid» | 6                      |
| Teenland (speed up)   | - Релиз: 14 июля 2023 - Лейбл: Osuma - Формат: цифровая дистрибуция, стриминг           | |                        |
| Мини-альбомы          |                                                                                         | |                        |
| In da Club            | - Релиз: 11 декабря 2020 - Лейбл: Warner - Формат: цифровая дистрибуция, стриминг       | Список 1. «In da Club» 2. «Pull Up» 3. «VIP» 4. «Cocktail» 5. «Haribo» 6. «Afterparty» | —                      |

### Синглы
| Год  | Название                                                | Альбом              |
| ---- | ------------------------------------------------------- | ------------------- |
| 2019 | «Cola & Sprite» (совм. с Kassi)                         | Внеальбомные синглы |
| 2019 | «Роллы» (совм. с Kelyukhh и WormGanger)                 | Внеальбомные синглы |
| 2020 | «Маладой»                                               | Внеальбомные синглы |
| 2020 | «NHL 2020»                                              | Внеальбомные синглы |
| 2020 | «Voda»                                                  | Внеальбомные синглы |
| 2021 | «Lifestyle»                                             | Внеальбомные синглы |
| 2021 | «Diagnoz»                                               | Son of Trap         |
| 2021 | «Kozlina»                                               | Внеальбомные синглы |
| 2021 | «Девственник»                                           | Внеальбомные синглы |
| 2021 | «Влюбилась» (совм. с Big Baby Tape)                     | Внеальбомные синглы |
| 2022 | «Трэп королева»                                         | Внеальбомные синглы |
| 2022 | «Школьник» (совм. с Пошлой Молли)                       | Внеальбомные синглы |
| 2022 | «Don’t Play, Bae» (совм. с Пошлой Молли и Yanix)        | Внеальбомные синглы |
| 2022 | «Понтуюсь»                                              | Внеальбомные синглы |
| 2022 | «I Love My Life» (совм. с Blago White и Джараховым)     | Внеальбомные синглы |
| 2023 | «Выше» (совм. с Blago White и Lovv66)                   | inaplanetyanin      |
| 2023 | «AP»                                                    | Внеальбомные синглы |
| 2023 | «Мэйк ап»                                               | Внеальбомные синглы |
| 2023 | «Turn up» (совм. с Toxi$)                               | Внеальбомные синглы |
| 2023 | «I’M Sorry» (совм. с xxxmanera)                         | Внеальбомные синглы |
| 2023 | «По всем клубам» (совм. с Konfuz)                       | Внеальбомные синглы |
| 2023 | «Нефор» (совм. с Никитой Сударем, Guacamole и RavshanN) | Внеальбомные синглы |
| 2024 | «Подарок» (совм. с Акулич)                              | Внеальбомные синглы |
| 2024 | «Розовые очки»                                          | Внеальбомные синглы |
| 2024 | «Жарко»                                                 | Внеальбомные синглы |
| 2024 | «Моя девочка»                                           | Внеальбомные синглы |
| 2024 | «Секретарша» (совм. с ЛСП)                              | Внеальбомные синглы |
| 2024 | «American Boy»                                          | Внеальбомные синглы |
| 2024 | «Не тусоваться» (совм. с Lida)                          | Внеальбомные синглы |
| 2025 | «Подружка»                                              | Внеальбомные синглы |
| 2025 | «Premium Girl»                                          | Внеальбомные синглы |

### Песни в чартах
| Трек                                                                                             | Высшая позиция в чартах | Высшая позиция в чартах | Высшая позиция в чартах |
| Трек                                                                                             | Россия Apple Music      | Россия Spotify          | VK Музыка               |
| ------------------------------------------------------------------------------------------------ | ----------------------- | ----------------------- | ----------------------- |
| «Влюбилась» (совм. с Big Baby Tape)                                                              | 9                       | 8                       | 8                       |
| «Don’t Play, Bae» (совм. с Пошлой Молли и Yanix)                                                 | 10                      | —                       | 11                      |
| «Подарок» (совм. с Акулич)                                                                       | 1                       | 1                       | 1                       |
| Символ «—» означает отсутствие информации о чартерности и/или само отсутствие чартерности песни. |                         |                         |                         |

### Участие в альбомах других исполнителей
| Год  | Альбом               | Исполнитель                     | Трек                       | Прим.  |
| ---- | -------------------- | ------------------------------- | -------------------------- | ------ |
| 2020 | Tha Malchik          | Blago White                     | «UGG®»                     | Основ. |
| 2020 | «Карусель»           | 13Kai и Kassi                   | «Ртуть»                    | Пригл. |
| 2020 | «Правило»            | Pharaoh                         | «Тост»                     | Пригл. |
| 2020 | Off / On             | Index                           | «SMS»                      | Пригл. |
| 2021 | Dead Love 2 (Deluxe) | May Wave$                       | «Хулиганка»                | Пригл. |
| 2022 | Come Back            | Doni                            | «Мухи» (совм. с Ганвестом) | Пригл. |
| 2023 | inaplanetyanin       | Blago White                     | «Выше» (совм. с Lovv66)    | Основ. |
| 2023 | Rookie               | Milliondollaremil               | «SM»                       | Пригл. |
| 2023 | 2007 ч.1             | uniqe, nkeeei и Artem Shilovets | «Мне впадлу»               | Пригл. |

## Видеография
| Год  | Трек                                                    | Прим.         |
| ---- | ------------------------------------------------------- | ------------- |
| 2021 | «Diagnoz»                                               | [ 22 ] [ 23 ] |
| 2023 | «AP»                                                    |               |
| 2023 | «Нефор» (совм. с Никитой Сударем, Guacamole и RavshanN) |               |
| 2024 | «Подарок» (совм. с Акулич)                              |               |
| 2024 | «РОЗОВЫЕ ОЧКИ»                                          |               |